# Liste der Staatsoberhäupter 117
Übersicht
◄◄ | ◄ | 113 | 114 | 115 | 116 | Liste der Staatsoberhäupter 117 | 118 | 119 | 120 | 121 | ► | ►►

Weitere Ereignisse

## Afrika
- Aksumitisches Reich
  - König: s. Aksumitisches Reich

- Reich von Kusch
  - König: Tamelerdeamani (114–134)

- Römisches Reich
  - Provincia Romana Aegyptus
    - Präfekt: Marcus Rutilius Lupus (113–117)
    - Präfekt: Quintus Rammius Martialis (117–119)

  - Provincia Romana Numidia
    - Legat: Titus Sabinius Barbarus (116–118)

## Asien
- Armenien
  - König: Vologaeses I. (117–137)

- China
  - Kaiser: Han Andi (106–125)

- Iberien (Kartlien)
  - König: Parsmen II. (116–132)

- Indien
  - Shatavahana
    - König: Gautamiputra Sātakarni (106–130)

- Japan (Legendäre Kaiser)
  - Kaiser: Keikō (71–130)

- Korea
  - Baekje
    - König: Giru (77–128)

  - Gaya
    - König: Suro (42–199?)

  - Silla
    - König: Jima Isageum (112–134)

- Kuschana
  - König: Kanischka I. (100–126)

- Osrhoene
  - römische Besatzung (116–118)

- Partherreich
  - Schah (Großkönig): Osroes I. (108–128)

## Europa
- Bosporanisches Reich
  - König: Sauromates I. (93/94–123/124)

- Römisches Reich
  - Kaiser: Trajan (98–117)
  - Kaiser: Hadrian (117–138)
    - Konsul: Quintus Aquilius Niger (117)
    - Konsul: Marcus Rebilus Apronianus (117)
    - Suffektkonsul: Lucius Cossonius Gallus (117)
    - Suffektkonsul: Publius Afranius Flavianus (117)
    - Suffektkonsul: Gnaeus Minicius Faustinus (117)

  - Provincia Romana Britannia
    - Legat: Marcus Atilius Metilius Bradua (115–118)